# Рогуля, Пётр

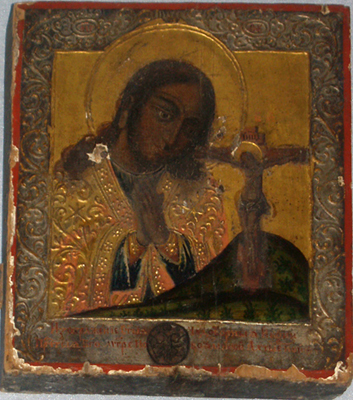
Ахтырская икона Пресвятой Богородицы мастера Петра Рогули

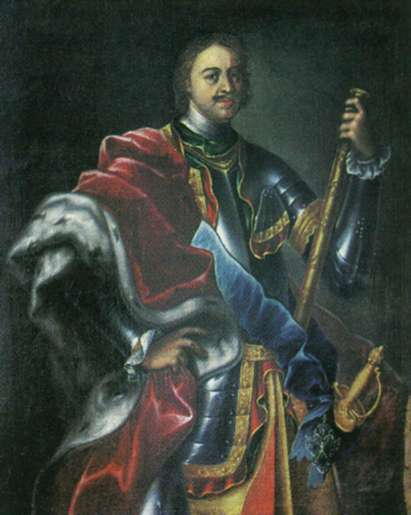
Портрет Петра I. Работа П. Рогули

Пётр Рогу́ля (1722, Котельва, Слободско-Украинская губерния — 1800) — украинский иконописец и портретист XVIII века.

## Биография
Отец Василий Леонтьевич служил дьяком Михайловской церкви. Принадлежал к казацкому сословия.
Учился в иконописной мастерской Киево-Печерской лавры в Киеве у Феоктиста Павловского и Якова Галика. Позже жил и работал на родине — в Котельве. Из его биографии известен лишь факт, что в 1749 году он обращался с письмом к митрополиту Киевскому Тимофею (Щербацкому), где вспоминал о каком-то ранее оказанном ему иерархом милосердием и просил повлиять на местных священников, которые требуют от него слишком высокую плату за венчание с дочерью казака 2 сотни Параскевой Петровной Верценской.
В этом же документе П. Рогуля просил посодействовать ему в получении работы в киевской епархии и сообщал, что посылает митрополиту Ахтырскую икону Пресвятой Богородицы собственной работы.
Создал иконы для собора Ахтырского мужского монастыря (1744), Покровской церкви в Котельве (1749), портреты, среди которых, царя Петра I для кафедрального Софийского монастыря в Киеве (1774).
Прославился созданием нескольких портретов представителей гетманской казацкой старшины.